# Giuseppe Zaccaria (critico letterario)
Giuseppe Zaccaria (Nole, 27 aprile 1947) è un critico letterario italiano, decano e poi professore emerito di Letteratura italiana presso l'Università degli Studi del Piemonte Orientale Amedeo Avogadro.

## Biografia
Si è laureato nel 1972 presso la Facoltà di Lettere di Torino, discutendo con Marziano Guglielminetti e Giorgio Barberi Squarotti una tesi sull’Interpretazione della narrativa di Roberto Sacchetti, per la quale ha riportato la valutazione di 110/110, la lode e la dignità di stampa. Prima assegnista e poi ricercatore confermato a Torino, nel 1987 ha preso servizio come professore ordinario di Storia della critica letteraria alla Facoltà di Magistero dell’Università di Lecce, fino a quando è stato chiamato, nel 1995, a Vercelli, per ricoprire la cattedra di Letteratura italiana della Facoltà di Lettere dell’Università allora di Torino, poi (dal 1999) del Piemonte Orientale.
A partire dalla tesi di laurea, la sua ricerca si è orientata sin dall’inizio sulla letteratura piemontese postunitaria e novecentesca (dalla cosiddetta Scapigliatura, analizzata da prospettive inedite in Tra storia e ironia, alle monografie su Gozzano e Pavese), estendendosi poi a numerosi altri settori della critica e della storiografia letteraria: dalla letteratura popolare (Il romanzo d’appendice) agli aspetti anche teorici – tra Bachtin e Calvino – del romanzo (Le maschere e i volti e Giovanni Boccaccio. Alle origini del romanzo moderno); dall’editoria (Caro Bompiani. Lettere con l’editore) alla didattica, sia universitaria sia delle medie superiori. In quest’ultimo ambito è stato tra gli autori, con G. Baldi, S. Giusso e M. Razetti, di una storia e antologia della letteratura italiana, Dal testo alla storia, dalla storia al testo, che, pubblicata dalla Paravia nel 1993 (poi più volte riveduta e ristampata con titoli diversi), è stata a tutt’oggi la più adottata in Italia.
Ha collaborato all’Enciclopedia e al Dizionario dei Capolavori della Utet, al Dizionario Bompiani delle Opere, al Dizionario biografico degli Italiani; è stato direttore di sezione, per la letteratura italiana, nella più recente edizione del Dizionario Bompiani degli Autori. Ha collaborato inoltre alle Lettres européennes. Histoire de la littérature européenne di Hachette (con un breve profilo di Umberto Eco), alla Storia di Torino dell’editore Einaudi (con alcuni contributi ottocenteschi) ed è presente nelle ultime grandi Storie della letteratura italiana, dirette da Alberto Asor Rosa per Einaudi (Torino, con M. Guglielminetti, e Il Piemonte e la Lombardia nell’età dell’industrializzazione, nella sezione Storia e Geografia; Cuore di Edmondo De Amicis, nella sezione Le opere), da Enrico Malato per la Salerno Editrice (Italo Calvino), da Nino Borsellino e Walter Pedullà per l’editore Federico Motta (sulla letteratura di massa e di consumo).
Suoi saggi, oltre che in diverse miscellanee, si leggono, tra l’altro, sulle riviste “Giornale storico della letteratura italiana”, “Lettere italiane”, “Studi francesi”, “Studi piemontesi”, “L’indice dei libri del mese”, “Panta”, “Letteratura & Arte”; ha fatto parte dei comitati scientifici o redazionali di “Sigma”, “Otto/Novecento”, “Levia gravia”, “Letteratura e dialetti” e della ristampa anastatica, presso le edizioni di Storia e Letteratura, di tutte le opere pubblicate dalla casa editrice di Piero Gobetti; un suo intervento su Umberto Eco, apparso su “Sigma”, è stato accolto nell’antologia internazionale di Saggi su “Il nome della rosa”, Bompiani 1985. Ha fondato nel 2003, presso Interlinea di Novara, la Biblioteca del Piemonte Orientale che, ricca di 27 titoli, si è proposta di valorizzare il patrimonio culturale del territorio, con particolare attenzione a opere poco note, inedite o dimenticate. Per la Bompiani si è occupato dell’inserto iconografico dei cataloghi generali 1929-1999 e 1929-2009.
Si è anche divertito a mettere insieme un volumetto di cose irriverenti e giocose dal titolo Al mare sarà sera, Sara. Notizie dallo stato libero di Parodia, con prefazione di Margherita Oggero. Appassionato di arte moderna e contemporanea, ha scritto su Pablo Atchugarry, Agostino Bonalumi, Ugo Nespolo, Achille Perilli, Michelangelo Pistoletto e Arnaldo Pomodoro

## Opere

### Monografie
- Il romanzo d’appendice. Aspetti della narrativa popolare nei secoli XIX e XX, Paravia 1977
- Tra storia e ironia. ‘Regione’ e ‘nazione’ nella narrativa piemontese postunitaria, Istituto della Enciclopedia Italiana 1980
- Marino Moretti, Mursia 1981
- La fabbrica del romanzo, Editions Slatkine 1984
- Ottocento letterario in Piemonte, Milella 1997
- Le maschere e i volti. Il ‘carnevale’ nella letteratura italiana dell’Otto-Novecento, Studi Bompiani 2002
- Per una letteratura di confine. Autori, opere e riviste del Piemonte Orientale, Interlinea 2007
- Al mare sarà sera, Sara. Notizie dallo stato libero di Parodia, prefazione di Margherita Oggero, Edizioni Mercurio2008
- “Reduce dall’Amore e dalla Morte”. Un Gozzano alle soglie del postmoderno, Interlinea 2009
- Cesare Pavese, percorsi della narrativa e del mito. Con alcuni riscontri fenogliani, Edizioni Mercurio 2009
- Varie ed eventuali. Crocevia letterari dell’Ottocento, ivi 2010
- Giovanni Boccaccio. Alle origini del romanzo moderno, Tascabili Bompiani, Milano 2014.

### Collaborazioni
- Cesare Pavese, con M. Guglielminetti, Le Monnier 1976
- La critica letteraria dallo storicismo alla semiologia, con M. Guglielminetti, La Scuola   1980
- Per studiare la letteratura italiana. Strumenti e metodi, con C. Benussi, Paravia Scriptorium 1999 e Bruno Mondadori 2002
- L’analisi del testo, con G. Baldi, Paravia Scriptorium 1999

### Curatele
- G. Faldella, Nemesi o Donna Folgore, romanzo inedito, testo a cura di M. Masoero,  Fogola 1974
- E. Praga e R. Sacchetti, Memorie del presbiterio, “Centopagine” Einaudi 1977
- C. Alvaro, L’uomo è forte, Bompiani 1984
- I. Svevo, Senilità, ivi 1985
- E. Vittorini (a cura di), Americana, ivi 1985; nuova ed. ivi 2023
- Caro Bompiani. Lettere con l’editore, ivi 1988
- V. Bompiani, La conchiglia all’orecchio, Sellerio 1991
- C. Pavese, La luna e i falò, con L. Nay, Einaudi 2000
- Id., La spiaggia, con L. Nay, ivi 2001
- Id., Paesi tuoi, con L. Nay, ivi 2002
- Id., Prima che il gallo canti (Il carcere e La casa in collina), con L. Nay, ivi 2003
- P. Ravasenga, Le nevi di una volta. Sacramentale, Interlinea 2003
- M. Giusta Catella, La donna senza pace, ivi 2003
- A. G. Cagna, Lo snob, romanzo inedito, ivi 2003
- E. Emanuelli, Memolo, Manni 2004
- E. Jona, Inverni alti, Interlinea 2005
- C. Pavese, I capolavori, con M. Masoero, Einaudi 2008
- G. Torelli, Paesaggi. Storia e leggende del Piemonte, Interlinea 2010
- G. Verga, Tutte le novelle, Einaudi 2011
- A. Merini, Poesie e satire, ivi 2011
- A. G. Cagna, Provinciali, Edizioni di Storia e Letteratura 2013
- Id., Alpinisti ciabattoni, ivi 2013
- A. Aniante, Sara Lilas, ivi 2020